# Familie!
Familie! ist ein zweiteiliger Fernsehfilm von Dror Zahavi aus dem Jahr 2016. Die Erstausstrahlung erfolgte am 10. und 12. Oktober 2016 im ZDF.

## Handlung
Lennart Behrwaldt ist Sternekoch und hat schon immer das gemacht, was er wollte. Die Tatsache, dass er Vater wird, erfreut ihr nur wenig, da er neben seiner eigentlichen Beziehung ein leidenschaftliches Verhältnis mit seiner attraktiven Angestellten Nida führt. Seine Freundin Melanie Dombrowski bekommt von all dem nichts mit. Seine Ausreden erscheinen ihr plausibel. 
Behrwaldt kann sich nicht zwischen den beiden Frauen entscheiden. Schließlich verlässt ihn Nida. Kurz darauf verliert er auch seinen Restaurant-Stern und ist darüber so verzweifelt, dass er mit seinem Motorrad einen Unfall baut. 
Als er im Koma liegt, kehren alte Erinnerungen wieder. Nachdem er allmählich zu sich kommt, konfrontiert er seine Mutter, die Hamburger Anwältin Lea Behrwaldt, mit diesen Erinnerungen, die die Fragen ihres Sohnes abblockt. Daraufhin versucht Lennart mit seiner Freundin Melanie das dunkle Geheimnis seiner Familie zu lösen.

## Hintergrund
Familie! wurde vom 7. März 2016 bis zum 12. Mai 2016 an verschiedenen Schauplätzen in Berlin und Hamburg gedreht. Produziert wurde der Film von der MOOVIE – the art of entertainment GmbH.

## Kritik
Die Kritiker der Fernsehzeitschrift TV Spielfilm zeigten für das „TV-Familiendrama um Ränke und Machtspiele unter den Lieben“ mit dem Daumen nach oben und vergaben für Anspruch, Spannung und Erotik einen von drei möglichen Punkten. Sie lobten, „ein starkes Ensemble zerlegt Stück für Stück die Projektion ‚Familie‘“ und resümierten: „Drama mit Auf und Ab – wie im echten Leben“.